# Huernia plowesii
Huernia plowesii es una especie de plantas de la familia Apocynaceae. Nativa del suroeste de Namibia

## Descripción
Huernia plowesii es una planta suculenta erecta o ascendente, agrupadas que alcanzan un tamaño de hasta unos 3 cm de altura. En sección transversal, tiene 4 ángulos y está densamente cubierto de verrugas en la punta. Las flores son únicas, mirando hacia fuera y se presentan en un tiempo relativamente corto, con un largo peciolo. El sépalos son de 5 a 6 x 2 mm. La corola tiene un diámetro de 2,5 a 3,5 cm. Es oscura por dentro de color púrpura-marrón,  color crema con lóbulos irregulares y manchas marrones. El tubo interno en forma de corona  tiene un diámetro de aproximadamente 6 mm. El anillo es de aproximadamente 5 mm de ancho, el interior es de color púrpura, rojo oscuro y hacia el borde con manchas rojas oscuras en un fondo crema. La punta de la corona es triangular, que se estrecha ligeramente más ancho que largo, apical. Está extendidos hacia afuera.

## Taxonomía
Huernia plowesii fue descrita por Leslie Charles Leach y publicado en Excelsa, Taxon. Ser. 4: 134 1988.